# Temporada de furacões no oceano Atlântico de 2011
A temporada de furacões no oceano Atlântico de 2011 foi a segunda de um grupo de três temporadas de furacões no Atlântico muito ativas. A atividade acima da média deveu-se principalmente a um fenômeno La Niña que persistiu durante o ano anterior. A temporada está empatada com 1887, 1995, 2010 e 2012 pelo quarto maior número de tempestades tropicais desde o início da manutenção de registos em 1851. Embora a temporada tenha apresentado 19 tempestades tropicais, a maioria foi fraca. Apenas sete deles se intensificaram em furacões, e apenas quatro deles se tornaram grandes furacões: Irene, Katia, Ophelia, e Rina. A temporada começou oficialmente em 1 de julho e terminou em 30 de novembro, datas que convencionalmente delimitam o período de cada ano em que a maioria dos ciclones tropicais se desenvolve no Oceano Atlântico. No entanto, a primeira tempestade tropical da temporada, Arlene, não se desenvolveu até quase um mês depois. O sistema final, a tempestade tropical Sean, se dissipou sobre o Atlântico aberto em 11 de novembro.
Devido à presença de um La Niña no Oceano Pacífico, muitas previsões da pré-temporada apontavam para uma temporada de furacões acima da média. Na perspectiva de primavera da Colorado State University (CSU), a organização previa 16 tempestades nomeadas e 9 furacões, dos quais 4 se intensificariam ainda mais em grandes furacões. Em 19 de maio de 2011, a Administração Oceânica e Atmosférica Nacional (NOAA) divulgou a sua previsão de pré-temporada, prevendo 12 – 18 tempestades nomeadas, 6 – 10 furacões e 3 – 6 furacões principais. Após um início rápido para a temporada, a NOAA subsequentemente em 4 de agosto aumentou a sua perspectiva para 14 – 19 tempestades nomeadas, 7 – 10 furacões e 3 – 5 grandes furacões; A CSU não alterou a previsão de ciclones ao longo do ano.
Muitos ciclones tropicais afetaram a terra durante a temporada de 2011; a maioria dos impactos, entretanto, não resultou em perda significativa de vidas ou propriedades. Em Junho 29, Arlene atingiu o México perto de Cabo Rojo, Veracruz, causando mais de $ 223 milhões (2011 USD ) danos e mortes de 22 pessoas. A tempestade tropical Harvey atingiu a costa da América Central em meados de agosto e três mortes foram relatadas como resultado. Durante o mês de setembro, a tempestade tropical Lee e furacão Nate se mudaram para a costa central do Golfo do Estados Unidos e para a região central do México, respectivamente; o primeiro levou a 18 mortes, e o último causou 5 fatalidades. Como um ciclone extratropical, Lee causou danos significativos na forma de inundações em todo o Nordeste dos Estados Unidos, especialmente em Nova Iorque e Pensilvânia. O ciclone mais mortal e destrutivo da temporada desenvolveu-se a leste das Pequenas Antilhas em 21 de agosto. O furacão Irene causou um impacto significativo em algumas das ilhas do Caribe e na costa Leste dos Estados Unidos, deixando cerca de US$ 14,2 mil milhões em danos e resultando na aposentadoria do nome. No geral, a temporada resultou em 112 mortes e quase $ 17,4 mil milhões em danos.

## Estimativas
Antes e durante a temporada de furacões, várias previsões da atividade dos furacões são publicadas pelos serviços meteorológicos nacionais, agências científicas e especialistas em furacões. Isso inclui meteorologistas do Centro Nacional de Previsão de Furacões e Clima da Administração Nacional Oceânica e Atmosférica dos Estados Unidos (NOAA), Philip J. Klotzbach, William M. Gray e seus associados na Colorado State University (CSU), Tropical Storm Risk, e o Met Office do Reino Unido. As previsões incluem mudanças semanais e mensais em fatores significativos que ajudam a determinar o número de tempestades tropicais, furacões e grandes furacões em um determinado ano. Conforme declarado pela NOAA e CSU, uma temporada média de furacões no Atlântico entre 1981-2010 contém aproximadamente 12 tempestades tropicais, 6 furacões, 3 grandes furacões e um Índice de Energia Ciclônica Acumulada (ACE) de 66-103 unidades.  A NOAA normalmente categoriza uma temporada como acima da média, média ou abaixo da média com base no Índice ACE cumulativo; entretanto, o número de tempestades tropicais, furacões e grandes furacões em uma temporada de furacões também é considerado ocasionalmente.

## Resumo sazonal

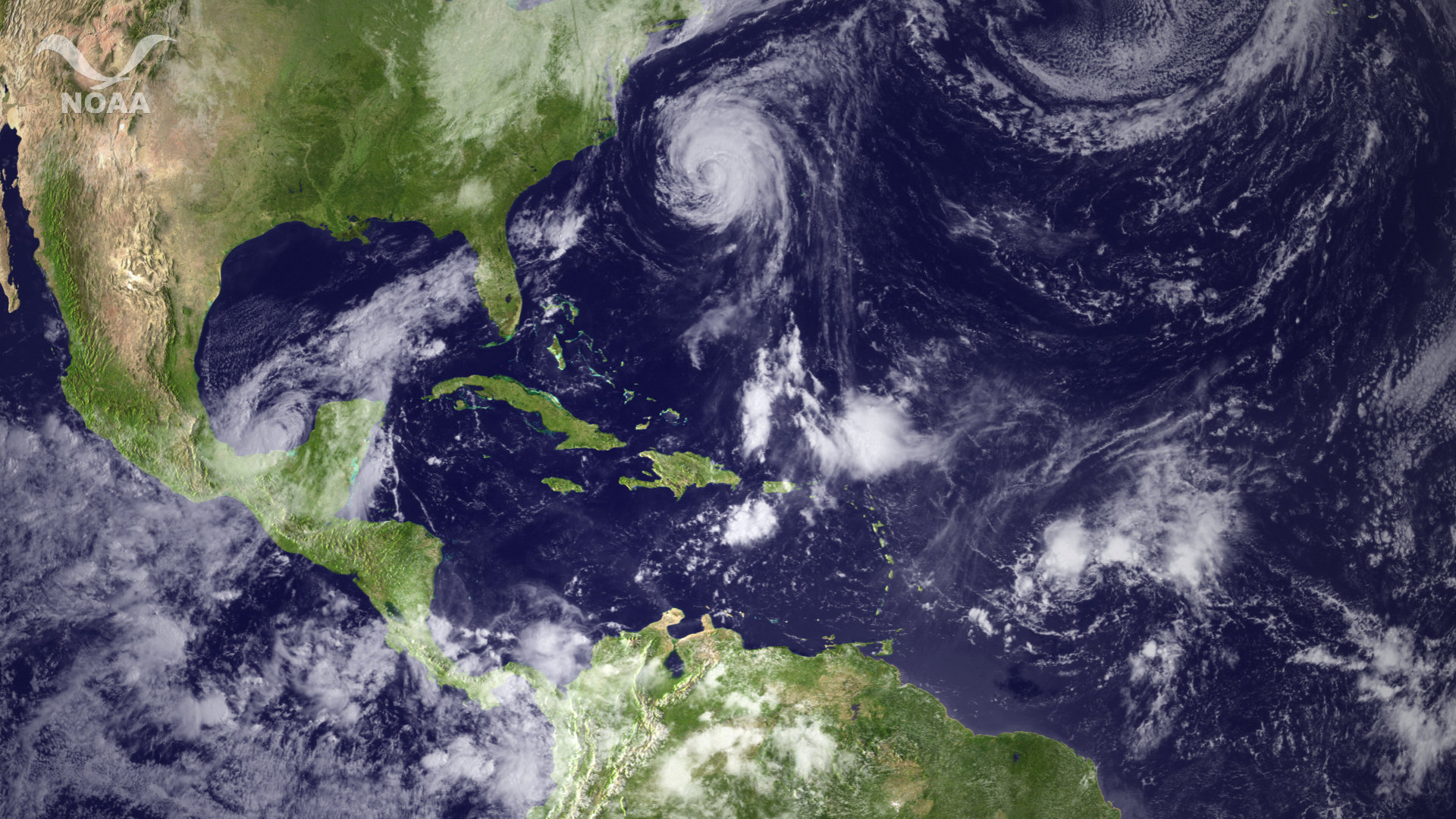
Três ciclones tropicais ativos simultaneamente em 8 de setembro. Da esquerda para a direita: Nate (esquerda), Katia (meio), e Maria (direita)

Com um total de 12 furacões, a temporada de 2010 deixou centenas de mortos em enchentes e deslizamentos na América Central e no Caribe, onde destruíram casas e infraestruturas e devastaram plantações.
Entre os piores do ano estava o furacão Tomas, um ciclone que atingiu a ilha caribenha de St. Lucia antes de varrer o Haiti e encharcar a Costa Rica. Em sua passagem, pelo menos 57 pessoas morreram.
A tempestade tropical Emily varreu o sul do Haiti com fortes chuvas e ventos esta quinta-feira, despertando o temor de deslizamentos de terra e inundações neste país empobrecido e que ainda tenta se recuperar do terremoto devastador do ano passado.

## Sistemas

### Furacão Katia
O furacão Katia foi um furacão razoavelmente intenso em Cabo Verde que teve um impacto substancial em toda a Europa como um ciclone pós-tropical. A décima primeira tempestade nomeada, o segundo furacão e o segundo grande furacão da temporada ativa de furacões no Atlântico de 2011, Katia se originou como uma depressão tropical de uma onda tropical sobre o Atlântico leste em 29 de agosto. No dia seguinte, intensificou-se para uma tempestade tropical e se tornou um furacão em 1 de setembro, embora as condições atmosféricas desfavoráveis tenham dificultado o fortalecimento posterior. À medida que a tempestade começou a voltar ao Atlântico ocidental, um regime mais hospitaleiro permitiu que Katia se tornasse um grande furacão em 5 de setembro e pico como uma furacão categoria 4 com ventos de 140 mph (220 km/h) naquela tarde. Processos centrais internos, aumento do cisalhamento do vento, uma frente fria iminente e temperaturas cada vez mais frias do oceano, todos fizeram com que o ciclone enfraquecesse quase imediatamente após o pico, e Katia finalmente fez a transição para um ciclone extratropical em 10 de setembro

## Nomes das tempestades
Os nomes das tempestades serão os mesmos utilizados na temporada de 2005, a não ser pelos nomes Don, Katia, Rina, Sean e Whitney, que substituirão, respectivamente, Dennis, Katrina, Rita, Stan e Wilma.
| - Arlene - Bret - Cindy - Don - Emily - Franklin - Gert | - Harvey - Irene - Jose - Katia - Lee - Maria - Nate | - Ophelia - Philippe - Rina - Sean - Tammy (sem usar) - Vince (sem usar) - Whitney (sem usar) |